# Mechuque
Mechuque es una isla chilena perteneciente al archipiélago de Chiloé, Región de Los Lagos. Se ubica en la comuna de Quemchi y es la más occidental de las islas Chauques, además de ser la más próxima a la Isla Grande. Según el censo de 2017, cuenta con una población de 318 habitantes. La isla es conocida por sus palafitos, ubicados en la villa del mismo nombre.

## Descripción

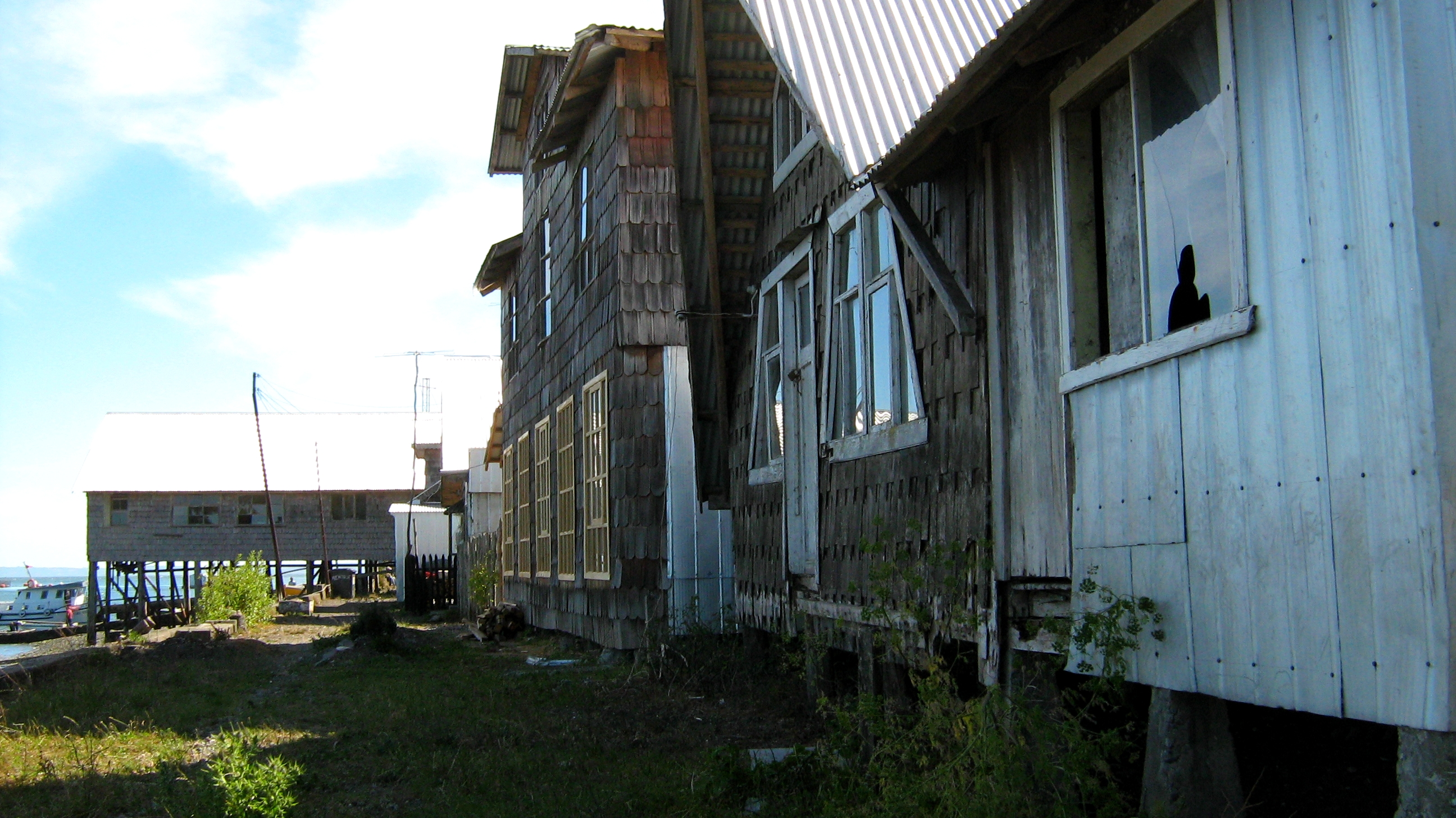
Casas en Mechuque.

Se ubica frente a la costa de la Isla Grande de Chiloé a 25 minutos de navegación del poblado de Tenaún en la comuna de Dalcahue. Con una superficie de 16 km², es la más grande de Chauques occidental y la segunda más grande de todo el conjunto, después de Butachauques. Hacia el noreste y este tiene las islas Cheñíao y Taucolón —separada de ellas por el canal Cheñiao—. Al sur, y separada por el canal Mechuque, tiene la isla Añihué y otras islas menores como Puduguapi, Nahuac, Menchi y Moncoll —estas dos últimas unidas a Mechuque en bajamar—.

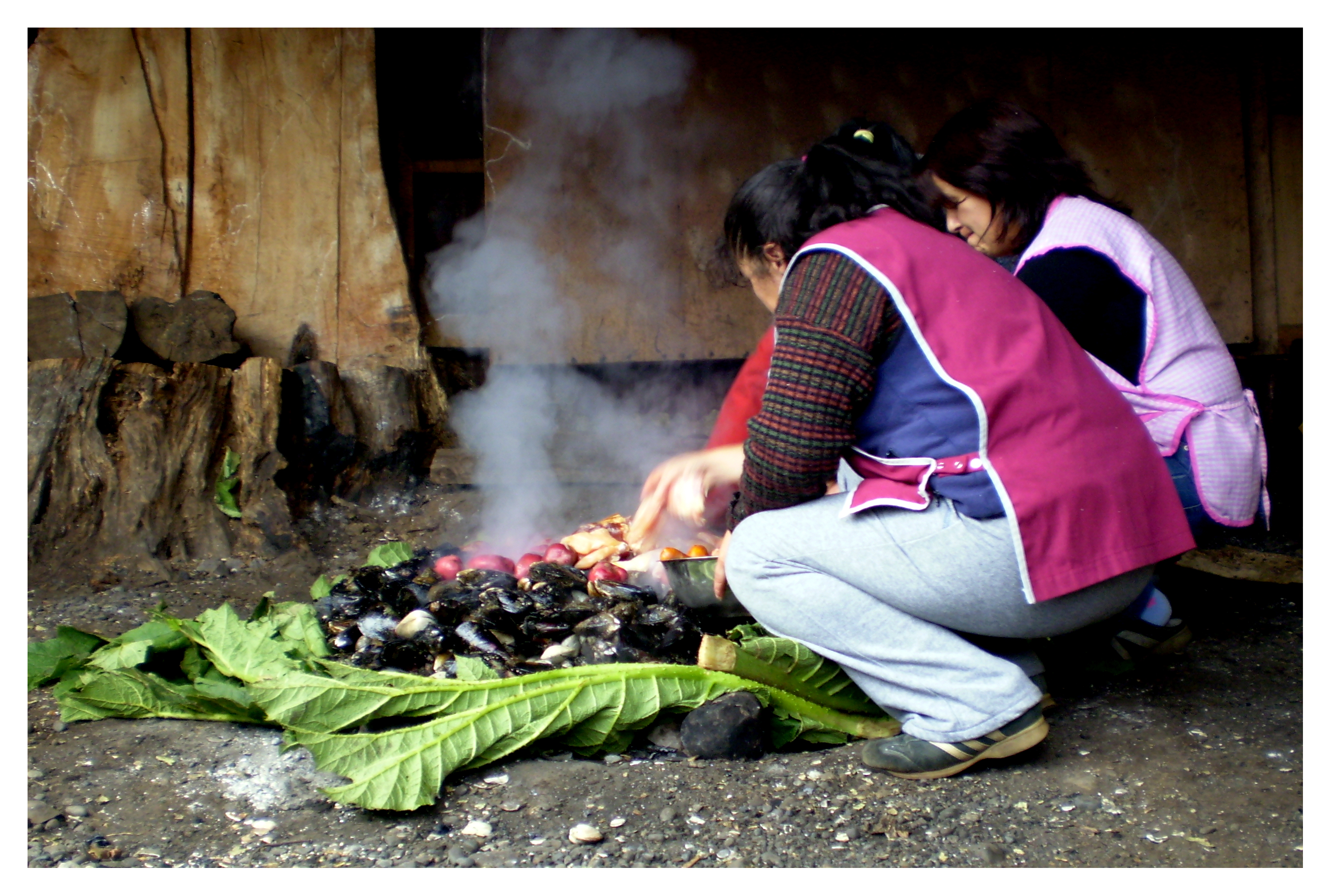
Mujeres de Mechuque preparando curanto.

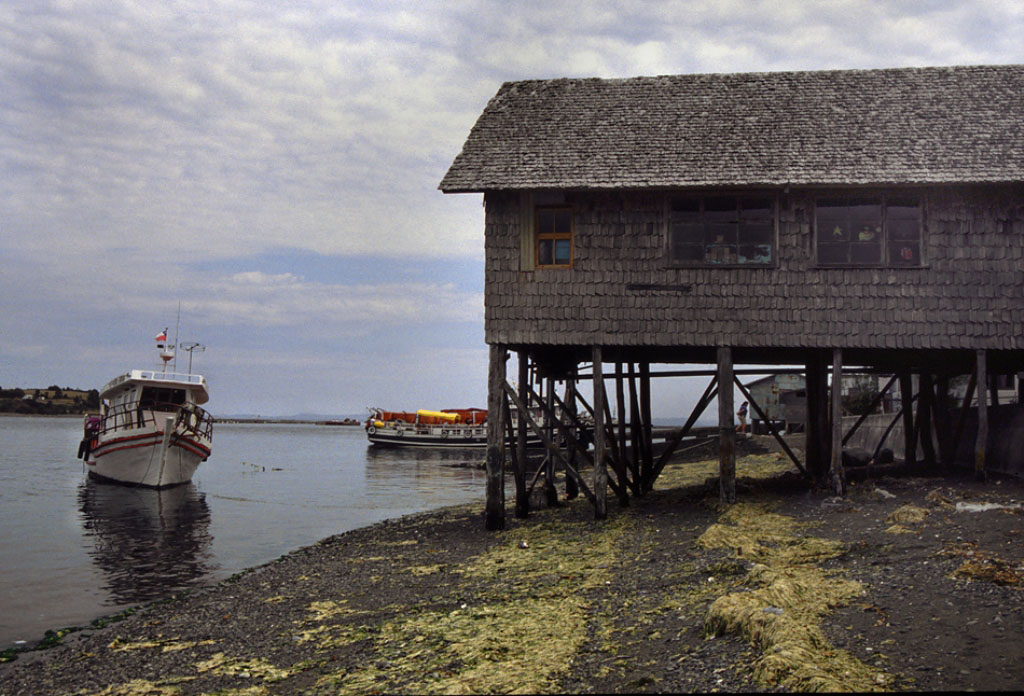
Escuela de Mechuque.

Los habitantes de Mechuque, 318 según el censo de 2017, se dedican a la agricultura de subsistencia, recolección de algas y carpintería. En menor medida, también trabajan en pesca artesanal y salmonicultura.
La isla posee una villa del mismo nombre localizado en el sector sur, frente a Añihué, que se desarrolló con la instalación de una industria conservera de mariscos.[cita requerida] El poblado rodea una ancha entrada de mar y las viviendas están construidas en palafitos, con ambas riberas unidas por un puente, por lo que ha sido llamada la «isla de los palafitos». Por lo mismo, a partir de la década de 2000 la isla se ha convertido en un lugar de interés turístico gracias a su arquitectura tradicional, un pequeño museo histórico y un mirador.
La escuela de Mechuque, construida a orillas de la playa en 1958 y de estilo palafito, es monumento nacional desde 2004. La isla también posee una posta de salud rural.

## Conectividad
La isla cuenta con cuatro servicios marítimos de pasajeros que la conectan con otras islas Chauques y del archipiélago de Chiloé, todos ellos subsidiados. Al 2020 las rutas son las siguientes (viaje ida y vuelta, frecuencia público general):
- Mechuque → Añihué → Quicaví. Dos veces a la semana.

- Mechuque → Añihué → Tenaún. Una vez a la semana (tres viajes semanales en verano).

- Mechuque → Añihué → Dalcahue. Dos veces a la semana.

- Butachauques → Taucolón → Cheñiao → Voigue → Añihué → Mechuque → Achao. Dos veces a la semana.